# فريدريك بيرسون (سياسي)
فريدريك بيرسون (بالإنجليزية: Frederick Pearson)‏ هو سياسي أمريكي، ولد في 22 ديسمبر 1842، وتوفي في 23 ديسمبر 1890. انتخب Commander of the Department of Alaska ‏ (13 مارس 1882 – 3 أكتوبر 1882).